# 李晓熙
李晓熙（韩语： I Hyohui，1980年8月26日—），生于水原市，韩国女子排球运动员，2011年亚洲女子排球锦标赛铜牌得主、2014年亚洲运动会女子排球金牌得主、2018年亚洲运动会女子排球铜牌得主。